# Gertjan van Schoonhoven
Gertjan van Schoonhoven (Deventer, 1961) is een Nederlandse schrijver en journalist. Hij studeerde tot 1984 Nederlandse Taal- en Letterkunde aan de Rijksuniversiteit Groningen, maar maakte die studie niet af.
Tijdens zijn studie begon hij als journalist te werken voor het Algemeen Groninger Persbureau Tammeling. In de periode van 1980 tot 1983 was hij redacteur van het in Groningen uitgegeven underground periodiek De Sleur. Later werkte hij bij het Nieuwsblad van het Noorden, het maandblad Vinyl, het commerciële radiostation Cable One, het NOS Journaal en als freelance-journalist voor NRC Handelsblad.
Sinds 1996 werkt hij bij Elsevier. Vanaf augustus 2004 is hij chef van de redactie Nederland. Sinds september 2024 is Van Schoonhoven adjunct-hoofdredacteur en verantwoordelijk voor de deelredactie Economie & Wetenschap.
In 1983 maakte van Schoonhoven zijn debuut als dichter met de bundel Anders dan in Zweden.
- Digitale Bibliotheek voor de Nederlandse Letteren: scho333
- Gemeinsame Normdatei: 1050222326
- International Standard Name Identifier: 0000 0000 4377 1762
- Library of Congress Control Number: no00064691
- Nederlandse Thesaurus van Auteursnamen: 212850326
- Système universitaire de documentation: 250529262
- Virtual International Authority File: 41387044